# Шилыково (Харовский район)
Шилыково — деревня в Харовском районе Вологодской области.
Входит в состав Михайловского сельского поселения, с точки зрения административно-территориального деления — в Михайловский сельсовет.
Расстояние по автодороге до районного центра Харовска — 14 км, до центра муниципального образования Михайловского — 3 км. Ближайшие населённые пункты — Алферовская, Обориха, Михайловское, Софониха.
По переписи 2002 года население — 8 человек.